# 드와이트 스미스
존 드와이트 스미스(John Dwight Smith, 1963년 11월 8일~2022년 7월 22일)는 1989년부터 1996년까지 활약한 전 메이저 리그 베이스볼 외야수이다.
1989년 시카고 컵스를 위해 활약한 스미스는 "올해의 내셔널 리그 신인 선수"를 위한 투표에서 동료 선수 제롬 월턴에 밀려 2위를 하였다. 스미스는 신인 선수로서 .324를 쳐서 경력에서 높아지는 데 11개의 안타를 얻었다. 그는 컵스가 샌프란시스코 자이언츠에게 패한 그해의 내셔널 리그 챔피언십 시리즈에서 팀을 위하여 15를 위한 3으로 갔다.
7월 21일 리글리 필드에서 자이언츠를 상대로 경기가 열리기 전에 스미스는 국가를 부르는 데 메이저 리그 역사상 처음이자 단 하나의 신인 선수가 되었다
스미스는 클리블랜드 인디언스에 시리즈의 우승을 거둔 애틀랜타 브레이브스의 일원으로서 1995년 월드 시리즈에 나왔다.
그의 아들인 드와이트 스미스 주니어는 2011년 드래프트의 첫 라운드에서 토론토 블루제이스에 의하여 선발되었다.